# Genlisea taylorii
Genlisea taylorii är en tätörtsväxtart som beskrevs av Eb. Fischer, S. Porembski och W. Barthlott.. Genlisea taylorii ingår i släktet Genlisea och familjen tätörtsväxter. Inga underarter finns listade i Catalogue of Life.